# Rabevel ou le Mal des ardents
Rabevel ou le Mal des ardents est un roman de Lucien Fabre publié le 1er novembre 1923 et ayant reçu le prix Goncourt la même année.

## Historique
Le roman est récompensé du prix Goncourt après une compétition où étaient retenus Thierry Sandre pour Mienne et Eugène Marsan pour Celles d'Alger.
L'ouvrage est paru en trois volumes :
- Volume 1 : La jeunesse de Rabevel
- Volume 2 : Le financier Rabevel
- Volume 3 : La fin de Rabevel

## Résumé
Ce roman, paru en 1923, est écrit entre-deux-guerres où les nouveaux riches et hommes d'affaires sont des personnages représentatifs de l'époque. Le roman, pour sa part, se passe pendant la Troisième République d'avant guerre et décrit l'histoire et les milieux sociaux de la France entre 1875 et 1919. Rabevel est un jeune financier audacieux et ambitieux, mais souffre du mal des ardents c'est-à-dire « l'exaspération du désir de vivre, de sentir et d'assimiler le maximum », qui est une forme plus romantique du véritable mal des ardents.
À la fois calculateur et passionné, Rabevel sacrifie celle qu'il aime à un mariage d'intérêt mais reste tourmenté jusqu'à sa mort par cette passion qu'il n'a pu vivre pleinement. Il essaye de mener ses affaires tel un aventurier et un « mystique sans foi », mais il s'aperçoit que sa vie d'homme d'affaires n'est qu'un exutoire d'un profond désir insatisfait.

## Accueil et critiques
Ce roman fut « bien applaudi » lors de sa sortie, selon Georges Lecomte, qui salue un héros « assez redoutable dont la physionomie est fixée avec vigueur et couleurs fortes ».
Rainer Maria Rilke est plus critique tout en trouvant certaines qualités à l’œuvre :

« Rabevel, imaginez-vous que, pour moi, les défauts l'emportent; c'est fait un peu au hasard, comme en gageure; certainement certaines de ces figures, tout intérieures, se sont imposées à l'auteur irrésistiblement, mais il ne les impose a nous que par la rapidité, voire la violence de son allure. Et le troisième volume est tellement faible qu'il démasque un peu le procédé autoritaire et insuffisant... Me tromperais-je ? Ce qui en reste pour moi, c'est le paysage du Rouergue, admirablement décrit. C'est aussi dans ces parties seulement que la langue me semble soignée, mesurée, parfaite. »

— Rainer Maria Rilke, 1924

## Éditions
- Rabevel ou le Mal des ardents, éditions Gallimard, Paris, 1923, en trois volumes  (ISBN 2070222853).
- Rabevel ou le Mal des ardents, Les Éditions de l'Imprimerie nationale de Monaco, Monaco, 1950. In-8 Carré en 2 volumes.